# Chicle

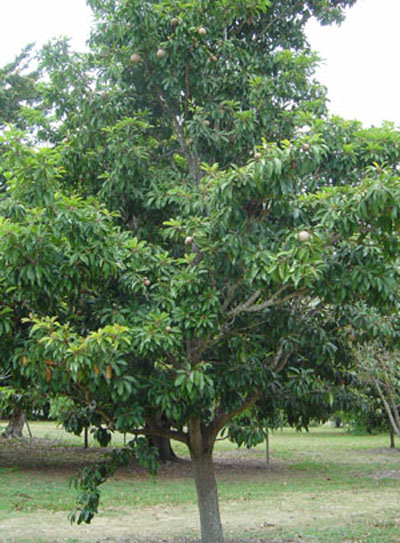
Breiapfelbaum (Manilkara zapota)

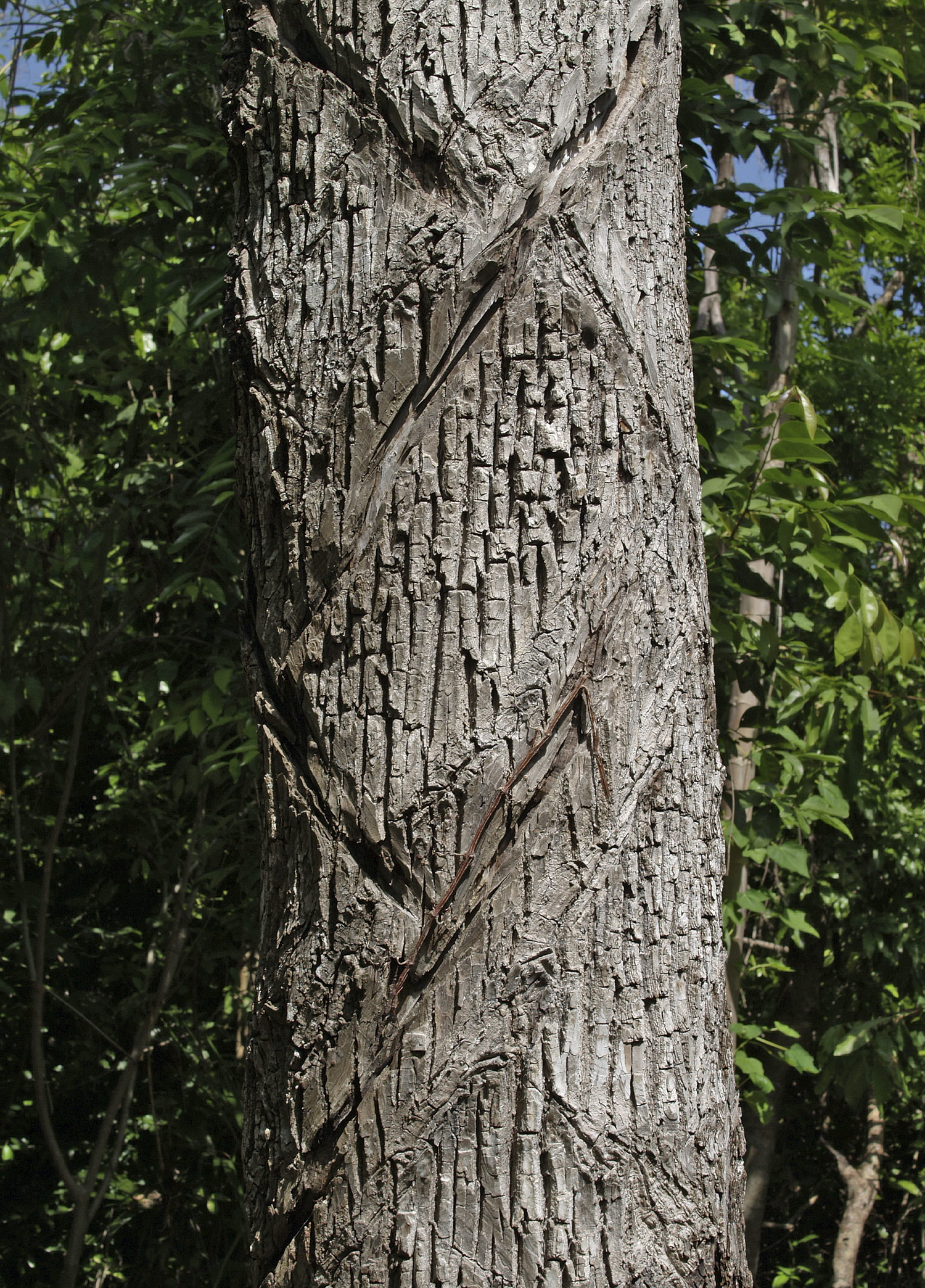
Rinde eines Breiapfelbaums mit teils vernarbten Schnitten zur Gewinnung des Milchsaftes

Der Chicle oder Chiclegummi ist ein gummiartiger Stoff aus dem weißen Milchsaft von verschiedenen Manilkara-Arten, einer Pflanzengattung in der Familie der Sapotengewächse (Sapotaceae).
Der Name Chicle leitet sich vom Nahuatl-Wort tzictli oder tzicte auch chictli für klebrigen Stoff ab.
Er wird aufgrund der Qualität hauptsächlich vom Breiapfelbaum (Manilkara zapote) gewonnen, aber auch vom Balatabaum (Manilkara bidentata) und von Manilkara chicle und Manilkara stamonidella. Es werden aber auch noch andere Arten genutzt: Pouteria reticulata und der Panamakautschukbaum Castilla elastica, allerdings ist auch hier die Qualität schlechter. Oft wird der qualitativ hochwertigere „Echte Chicle“ des Breiapfelbaums mit dem von anderen Arten gestreckt, um die Menge zu erhöhen.
Der Milchsaft enthält zu etwa 20–40 % den gummiartigen Chicle. Der dunkelbraune Chicle besteht aus etwa 60 % Harz (Lupeol, Amyrine), 15–20 % gummigem Anteil und Zuckern.
Der gummige Anteil des Chicles ist ein Gemisch von etwa 1:1 bis 1:4 der cis- und trans-Polyisoprene (Polyterpene) mit niedrigem Polymerisationsgrad. Er wird zusammen mit anderen Stoffen zur Herstellung von Kaugummi verwendet. Bei gewöhnlicher Temperatur ist er fest, brüchig und geruchlos; in heißem Wasser von 50 °C wird er plastisch wie die Guttapercha.
Ähnliche Produkte sind die/das Guttapercha und die Balata, die vom Milchsaft anderer Pflanzenarten stammen; bei diesen sind die Polyisoprene des gummigen Anteils trans-konfiguriert. Auch die Guayule (Parthenium argentatum) wird noch in größerem Umfang genutzt, hier sind die Polyisoprene wie beim Naturkautschuk cis-konfiguriert.
Der Stoff wurde schon in vorgeschichtlicher Zeit etwa 2000 Jahre v. Chr. von den Maya und den Azteken genutzt. Man wusste von der beruhigenden Wirkung des stetigen Kauens und kaute auf Stücken aus verfestigtem Chicle.
Der US-Amerikaner Thomas Adams entdeckte im Jahr 1857 den Chicle zuerst durch den Sekretär des im Exil weilenden mexikanischen Politikers und Generals Antonio López de Santa Anna. Er versuchte ihn zuerst als Substitut für Naturkautschuk zu verwenden. Nachdem diese Versuche erfolglos geblieben waren, kam er mit seinen Söhnen 1859, nachdem er gehört hatte, dass der Chicle auch gekaut wurde, auf die Idee, die Masse in Form von kleinen Kugeln als „Kaugummi“ zu verkaufen. Später erst wurden dann Zucker und andere Stoffe beigemischt.

## Gewinnung
Zur Gewinnung von Chiclesaft wird der Baum angezapft, indem in die Rinde ein zickzackförmiger Kanal eingeschnitten und der herauslaufende Milchsaft aufgefangen wird. Das Hauptverbreitungsgebiet dieser Pflanze sind die Regionen Yucatán, Veracruz und Campeche. Als mexikanischer Hauptumschlagplatz gilt die Hafenstadt Ciudad del Carmen. Früher ging die Ausfuhr des in Blöcken zusammengeführten Chicles vorrangig in die Vereinigten Staaten. Neben Mexiko gab es weitere Gewinnungsregionen in Guatemala, Kolumbien, Belize und Venezuela.

## Begrifflichkeit

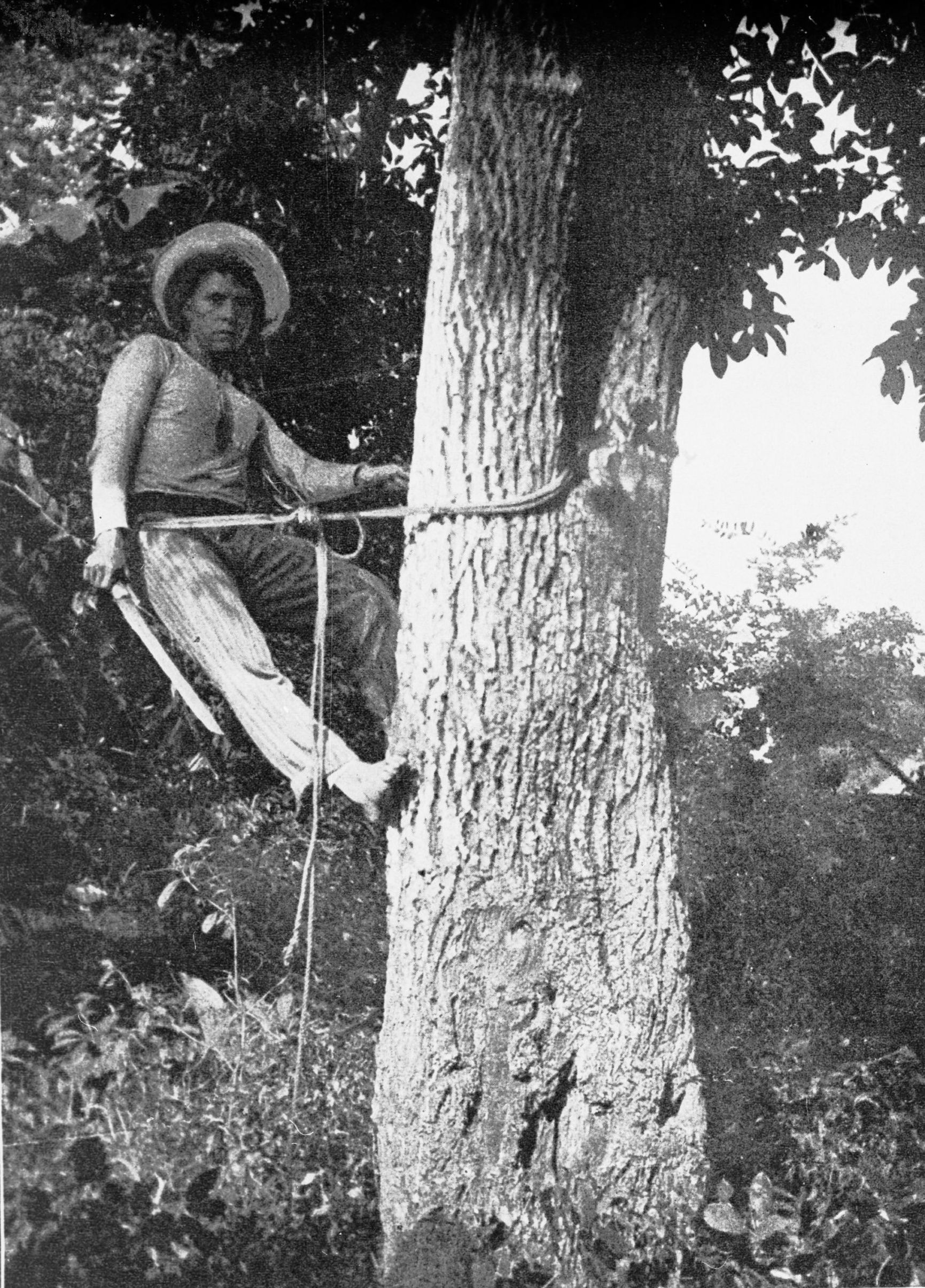
Ein Chiclero bei der Arbeit

Im Spanischen wird Kaugummi auch heute noch als chicle, im Griechischen als τσίκλα (tsíkla) und im Portugiesischen als chiclete bezeichnet. Auf Türkisch heißt Kaugummi eigentlich sakız, wird aber umgangssprachlich ciklet genannt.
Ein Chiclero ist ein Arbeiter, der auf die Chicle-Bäume klettert, um deren Saft zu gewinnen.